# Sandavágs kommuna
Sandavágs kommuna var en kommune på Færøerne, der bestod af bygden Sandavágur på Vágar. Den blev oprettet i 1915, og omfattede et areal på 56 km². Den blev slået sammen med Miðvágs kommuna til Vága kommuna den 1. januar 2009. Sandavágs kommuna havde ved sammenlægningen 832 indbyggere.